# 六角四片四角孔扭歪無限面體
在幾何學中，六角四片四角孔扭歪無限面體 （英語：muoctahedron）是一種正扭歪無限面體，是一個由六邊形組成且發散的多面體，其多面體所形成的結構無法包覆一個三維空間區域，因此屬於扭歪多面體，其可以視為從截角八面體堆砌（截角八面體的空间填充的形状）中移除所有正方形之後所形成的幾何結構。

## 性質
六角四片四角孔扭歪無限面體由無限多個正六邊形組成，具有無線條邊和無限多個頂點，每個頂點都是4個正六邊形的公共頂點，並具有正方形的孔洞，在施萊夫利符號中可以用{6,4|4}來表示，在頂點圖中，亦能使用6.6.6.6來表示，其對偶多面體為四角六片四角孔扭歪無限面體。

### 二面角
六角四片四角孔扭歪無限面體由無限多個正六邊形組成，每個正六邊形與正六邊形的夾角以扭歪的形式交錯以截角八面體的六邊形-六邊形二面角與其反角組成，其角度等於截角八面體的六邊形-六邊形二面角：
{\displaystyle \arccos \left(-{\frac {1}{3}}\right)\approx 1.91063324\approx 109.471220634^{\circ }}
由於其角為正角與反角交錯，因而使其所形成的幾何結構發散，並形成了具有特定孔洞的幾何結構，此種幾何結構最早由考克斯特描述。
| 六角四片四角孔扭歪無限面體頂角示意圖，藍色為其構成面。 |

### 頂角的組成
六角四片四角孔扭歪無限面體每個頂角都是由四個六邊形構成的四面角，由於其二面角的交錯結構，因此其頂點圖是一個扭歪四邊形，換句話說即其頂角沿線切開後的形狀不是一個凸多邊形

## 用途
六角四片四角孔扭歪無限面體通常用於裝置藝術，例如茶几、貓的藏身處、透過其孔洞製造氣氛照明裝置或做成可堆疊雕塑。

## 相關多面體

### 對偶複合體
對偶複合體，即一個多面體與其對偶多面體組合成的複合圖形。六角四片四角孔扭歪無限面體為複合四角六片四角孔扭歪無限面體六角四片四角孔扭歪無限面體，在施萊夫利符號中用{4,6|4}{6,4|4}表示。

### 相關堆砌體
六角四片四角孔扭歪無限面體可以看做是由截角八面體的空间填充的形状——截角八面體堆砌中移除所有正方形面、只保留正六邊形面的後所形成的扭歪無限面體，因此，六角四片四角孔扭歪無限面體與截角八面體堆砌有著相同的頂點布局。
| 六角四片四角孔扭歪無限面體 | 截角八面體堆砌與 六角四片四角孔扭歪無限面體 的骨架圖相同 | 截角八面體堆砌 |

### 正扭歪無限面體
六角四片四角孔扭歪無限面體是三種正扭歪無限面體之一，另外兩種為：
| 图像         | 四角六片四角孔扭歪無限面體 | 六角四片四角孔扭歪無限面體 | 六角六片三角孔扭歪無限面體 |
| 施萊夫利符號 | {4,6\|4}                   | {6,4\|4}                   | {6,6\|3}                   |

### 商空間
六角四片四角孔扭歪無限面體在拓樸中相當於四階六邊形鑲嵌（施萊夫利符號：{6,4}）的商空間，即六角四片四角孔扭歪無限面體可透過拓樸變形成四階六邊形鑲嵌。

### 其他六角扭歪無限面體
有些扭歪無限面體也是由六邊形組成的，例如六角六片三角孔扭歪無限面體。